# Cathy Botema Mboyo
Cathy Botema Mboyo, née le 1er septembre 1982 à Mbandaka dans la province de l'Équateur, est une femme politique congolaise. Elle est sénatrice depuis février 2022.

## Biographie

### Jeunesse et formation
Cathy Botema Mboyo, est la septième enfant d'une famille de 8 enfants dont 4 garçons et 4 filles. Elle est la sœur de l'actuel ministre d'Etat Guy Loando Mboyo. Ils sont originaires de la province de l'Equateur et actuellement démembrée Tshuapa, dans le Bukungu.
Elle étudie au BEL CAMPUS de Kinshasa et est diplômée en relations internationales, puis est licenciée en relations internationales.

### Carrière politique
Suppléante du Sénateur Guy Loando Mboyo, Cathy Botema Mboyo devient sénatrice quand celui-ci est nommé Ministre d’État de la république démocratique du Congo,,.
Surnommée la Princesse de Bokungu, elle lance en août 2022, la campagne dénommée « aucune maison sans Fatshi dans son territoire », en prévision des échéances électorales qui s'annoncent au décembre 2023 et défend dans le journal La Prospérité l'action du président Félix Tshisekedi sur le territoire de Bukungu dans la province de la Tshuapa,,.
Elle est nommée le 24 août 2024, secrétaire exécutive nationale de l’Organisation et du Fonctionnement des Fédérations de la Diaspora.